# Bulbul de Charlotte
Iole charlottae
Espèce
Statut de conservation UICN

 NT  : Quasi menacé
Le Bulbul de Charlotte (Iole charlottae) est une espèce de passereaux de la famille des Pycnonotidae. Jusqu'en 2017 l'espèce était considérée comme une sous-espèce de Iole crypta (anciennement Iole olivacea).

## Répartition
Cet oiseau se rencontre au Brunei, en Indonésie, en Malaisie, en Birmanie, à Singapour et en Thaïlande.

## Habitat
Il habite les forêts tropicales et subtropicales humides de plaine.
Il est menacé par la disparition de son habitat.

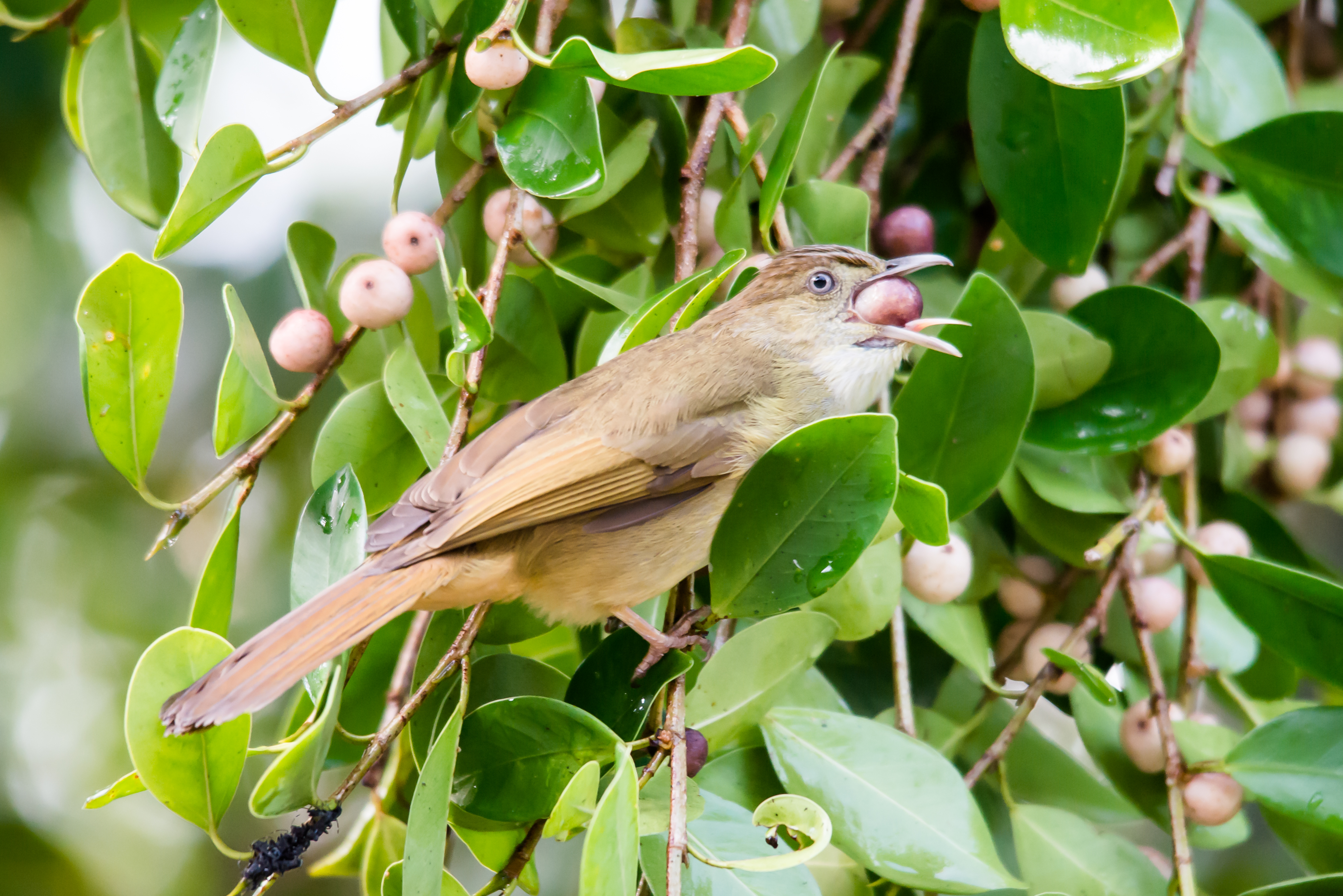
Bulbul de Charlotte, parc national de Khao Yai, Thaïlande.